# دبنهمس
دبنهمس (انگلیسی: Debenhams) شرکت خرده‌فروشی بریتانیایی است، که در زمینه توزیع و فروش انواع پوشاک، لوازم مد و کالاهای لوکس فعالیت می‌نماید.
شرکت دبنهمس در سال ۱۷۷۸ توسط ویلیام کلارک تأسیس شد و امروزه مالک شبکه‌ای از ۱۷۸ شعبه فروشگاه بزرگ در بریتانیا، ایرلند و دانمارک می‌باشد.
دفتر مرکزی این شرکت در منطقه کمدن لندن قرار دارد و بخشی از سهام آن در بازار بورس لندن معامله می‌شود.